# Археологически музей (Сандански)
Археологическият музей е музей в град Сандански, който експонира и подсигурява извършването на археологическите проучвания в града и прилежащата му община.
Музейното дело в Свети Врач започва през 1936 година със създаването на археологическо дружество „Струма“ и музейна сбирка в днешното I основно училище „Климент Охридски“. В 1960 година започват системни археологически разкопки, довели до разкриване на раннохристиянски сгради и базилики от античния град, намиращ се под съвременния Сандански. Музеят е разположен in situ на раннохристиянската базилика на Епископ Йоан и е сред малкото в страната, изградени по този начин. Открит е в 1970 година по време на IV-та археологическа конференция в Благоевград. Музеят координира изследването на базиликата, раннохристиянския комплекс, гимназиума, раннохристиянския некропол, термите и жилищните сгради на античния град. Музеят разполага с архив и депо за находките, колекция от надгробни плочи, монети, надписи, антични съдове, предмети на бита и накити от различни периоди.